# Веракрус (фильм)
«Веракрус» (англ. Vera Cruz) — вестерн Роберта Олдрича (1954), действие которого происходит на фоне франко-мексиканской войны 1860-х гг. Гэри Купер и Берт Ланкастер играют аморальных типов, которых мало что интересует, кроме собственной наживы. В роли второго плана блеснула темпераментная испанская звезда Сара Монтьель.

## Сюжет
По окончании гражданской войны в США полковник Трейн из армии знаменитого полководца южан Борегара отправляется на поиски счастья в Мексику, где тоже бушует гражданская война. Пути ветерана пересекаются с Джо Эрином и его лихой шайкой, которая наводит ужас на окрестности. Мексиканский император Максимилиан на приёме в Чапультепекском дворце предлагает Трейну и Эрину за кругленькую сумму отконвоировать свою фаворитку через охваченные восстанием земли к морской гавани в Веракрусе. На полпути Эрин и Трейн понимают, что карета везёт более ценный груз, чем французская кокетка, — золотые монеты на астрономическую по тем временам сумму в три миллиона долларов…

## Реакция на фильм
Фильм Олдрича имел сногсшибательный успех в прокате. Кассовые сборы составили $5 млн, однако критики и сторонники кодекса Хейса поносили его за аморальность практически всех действующих лиц, которые думают только о себе и раз за разом предают друг друга. Эта смесь цинизма с беззаботным юмором и неудержимыми взрывами насилия проложила дорогу для нового поколения вестернов («Великолепная семёрка», «Дикая банда»), включая спагетти-вестерны С. Леоне.

В значительной своей части импровизированный сценарий сконструирован как цепь эпизодов. Сюжет развивается в темпе боксёрского матча: от экрана не оторваться ни на секунду. Бесконечность плутовского романа засасывает, как воронка.— М. Трофименков